# Поможение родам
Ико́на Бо́жией Ма́тери «Поможе́ние ро́дам» (Помощь в родах, Помощница в родах, Помогательница женам чады рождати, " (Женам) В родах помощница") — почитаемая в Православной церкви икона Пресвятой Богородицы.
До революции в южно- и западнорусских областях Российской империи, а также в Сибири 26 и 27 декабря отмечали праздник повитух и рожениц Бабьи каши, который находит параллель в совершении 27 декабря (9 января) службы иконе «Помощь в родах».

## Иконография
Происхождение иконы неизвестно. Существует два варианта изображения:
- Богородица изображается стоящей в полный рост с молитвенно поднятыми вверх руками, на уровне груди изображается младенец Иисус, как на иконе "Знамение".
- Богородица изображается с непокрытой головой, распущенными волосами и скрещенными на груди пальцами рук, ниже которых изображён Богомладенец, благословляющий именословно. Всё изображение помещается на полумесяц[2].

Празднование иконе совершается 8 января (26 декабря по старому стилю).